# Kevyn Aucoin
Kevyn James Aucoin (14 de febrer de 1962 – 7 de maig de 2002) fou un maquillador, fotògraf i autor estatunidenc.

## Infància
Aucoin va néixer a Shreveport, Louisiana i va créixer a Lafayette, Louisiana, fill d'Isidore Adrian Aucoin i Thelma Suzanne Melancon, que el van adoptar de petit d'una organització benèfica catòlica.
Tenia tres germans: Carla, Kim i Keith, i tots ells eren adoptats.
Aucoin es va interessar en el maquillatge des de petit, i maquillava les seves germanes sovint i feia fotos del resultat amb una càmera Polaroid, la qual cosa va seguir fent al llarg de la seva carrera. Com que li feia vergonya comprar maquillatge, el solia robar. Atès que se sentia culpable i tenia por que l'enxampessin, ho va deixar de fer.
Va adonar-se'n que era homosexual als sis anys, i va patir assetjament escolar. Els seus pares al principi es negaven a admetre la seva incipient orientació sexual. La seva mare va dir "No creia que el Kevyn fos efeminat, només una mica delicat." Una vegada, un professor li va pegar al cul a classe, havent-li abaixat els pantalons, la qual cosa al cap d'uns anys Aucoin va considerar una agressió sexual. L'assetjament va seguir a l'institut, i el va deixar després que uns companys de classe el perseguissin amb una furgoneta. Va entrar a una escola de bellesa on esperava aprendre més sobre l'aplicació de maquillatge, però va acabar ensenyant ell mateix a la classe.
Als 18 anys, Aucoin treballava en una botiga elegant per dones a Lafayette. Però les dones se sentien incòmodes si era un home el que les maquillava. Thelma Aucoin recordava: "una classe de maquillatge costava 30$, i aquestes dones pagaven més de 3.000$ per un vestit, però mai li deixaven maquillar."
El 1982, Aucoin va traslladar-se a Baton Rouge, Louisiana, on volia començar una carrera de maquillador. Mentre s'estava a Baton Rouge, el va assaltar un guàrdia de seguretat a Godchaux's, un centre comercial local. Era allà amb uns amics per veure nou maquillatge, quan el guàrdia de seguretat els va dir que els podia o dur a la oficina de seguretat de la botiga o els podia arrestar. Aucoin i els seus amics van preferir que els dugués a l'oficina de seguretat, on els treballadors de seguretat els van pegar. Tement per la seva integritat física, va decidir mudar-se a Nova York amb la seva parella Jed Root (qui de vegades es feia passar pel seu mànager) per començar la seva carrera.

## Carrera professional
Quan va arribar a Nova York, va començar maquillant models sense cobrar per guanyar experiència artística, fins que el va descobrir Vogue. A partir de llavors va estar treballant diàriament a Vogue amb el fotògraf Steven Meisel durant un any i mig. En els tres anys que van seguir la seva primera sessió de fotos, en va fer un total de 18 més. El 1984, va col·laborar amb la línia "Nakeds" de Revlon, la primera línia basada únicament en tonalitats de pell. De totes maneres, la fotografia de portada de Vogue amb la supermodel Cindy Crawford l'any 1986 va girar el rumb de la seva carrera. Entre 1987-89, va fer nou portades de Vogue seguides, i set portades de la revista Cosmopolitan. En el seu millor moment, el solien sol·licitar amb mesos d'antelació i va arribar a cobrar 6.000$ per sessió de maquillatge.
Treballo en una indústria amb algunes de les pitjors persones que han viscut mai a la Terra, que viuen i moren per les aparences. Però jo crec que tinc la responsabilitat de fer el millor que pugui, de la manera que jo sé. Com que sé com maquillar, això és el que faig i ho faig servir com a plataforma. 
El seu lema era que és molt més important ajudar les dones a sentir-se guapes sigui com sigui, i que el maquillatge era només la seva eina per ajudar-les a descobrir-se a elles mateixes. Un defensor de la idea que cada dona és bonica per dins, era un dels maquilladors més ben pagats de la història. Va començar a escriure una columna per la revista Allure. Un comentari que va fer en una columna, en què anomenava els membres de la National Rifle Association "idiotes", va provocar un nombre rècord de reaccions i va rebre algunes amenaces de mort. Es solia negar a maquillar les models que considerava massa joves.

### Ultima II
El 1983, Revlon va contractar Kevyn Aucoin, a l'edat de 21, com a director creatiu de la seva línia de cosmètics de prestigi Ultima II. Un any més tard, Aucoin va llançar al mercat "The New Nakeds" (més tard rebatejada com a "The Nakeds"), una línia innovadora que suposava un fort contrapunt respecte als cosmètics que hi havia en aquell temps. Linda Wells, l'editora d'Allure, va afirmar sobre la línia: "Potser no ho sembla, però va ser un moment important. Abans, hi havia línies de maquillatge per a dones blanques i altres per a dones negres. Però ell va treballar per dissenyar maquillatge per a totes les tonalitats de pell. La idea era fer sentir bé a les dones revelant la seva bellesa natural, i no tapar-la amb moltes capes de producte.
La línia The New Nakeds defensava una estètica totalment diferent a la qual imperava en aquell temps: bases que tenien un rerefons groc en comptes de rosa o taronja; les ombres d'ulls, els pintallavis i colorets tenien la base marró, tons neutrals sense colors pastels, intensos o brillants que les empreses de cosmètics sabien que venien millor. Encara que Ultima II (i totes les línies de cosmètics de Revlon) anaven a la baixa en aquell moment, The New Nakeds va aconseguir que es despertés interès en la marca i va ajudar a re-establir Ultima II com a rival viable dins el territori de les marques de prestigi.
Els colors, les textures i els acabats que va crear Aucoin a The New Nakeds van servir com a influència principal de la fi de segle, i marques importants com MAC, Bobbi Brown, i Laura Mercier van llançar la seva versió dels productes que Aucoin havia creat uns quants anys abans.

### Inoui Cosmetics
Més endavant, Aucoin va treballar amb el gegant dels cosmètics japonesos Shiseido amb la seva línia Inoui. Després, tant Vincent Longo com Laura Mercier li van proposar que promocionés una línia que portaria el seu nom, però, en lloc d'acceptar, va decidir llançar la seva pròpia marca, Kevyn Aucoin Beauty, el 2001.

## Clients famosos
Aucoin va treballar amb centenars de famosos, entre ells Cher, Liza Minnelli, Janet Jackson (Aucoin també va fotografiar la portada del disc de 1993 de Jackson, janet.), Tina Turner, Gwyneth Paltrow, Lisa Marie Presley, Courtney Love i Vanessa L. Williams.
Va començar a publicar la seva feina en llibres: "The Art of Makeup" (en anglès l'art del maquillatge), "Making faces" (joc de paraules en anglès: literalment "fent cares", però en anglès "make-up" significa maquillatge) i Face Forward (cara endavant), dos dels quals es van convertir en best sellers segons la revista Time; Making Faces va debutar com a número 1. Als llibres, tant hi sortien famosos com dones i homes corrents, entre ells la seva mare, maquillats i disfressats (i de vegades també prostètics) dissenyats per fer-los semblar altres famosos o figures històriques. Va transformar Tori Amos en Maria I d'Escòcia, Celine Dion en Maria Callas, Lisa Marie Presley en Marilyn Monroe, Christina Ricci en Édith Piaf, Hilary Swank en Raquel Welch, Winona Ryder en Elisabeth Taylor, Tionne "T-Boz" Watkins en Josephine Baker i Martha Stewart en Veronica Lake, entre d'altres.
Aucoin va sortir a Good Morning America i a The Oprah Winfrey Show. També va sortir a un capítol de Sex and the City fent d'ell mateix. Va ser el capítol anomenat "The Real Me" (temporada 4, capítol 2), en què maquillava Carrie Bradshow per una desfilada de la New York Fashion Week.
Aucoin també va aparèixer a una entrevista (amb el ballarí Bill T. Jones i amb l'exploradora Ann Bancroft) en "Oliver Button is a Star!" (Oliver Button és una estrella!, en anglès), una reinterpretació en vídeo del llibre infantil de Tomie dePaola anomenat "Oliver Button is a Sissy" (Oliver Button és un efeminat, en anglès).

## Vida personal
Els pares d'Aucoin van acabar acceptant la seva homosexualitat i van començar una sucursal de P-FLAG (una organització americana en defensa dels drets dels homosexuals) a Lafayette.
Aucoin va rebre un títol honorífic de la Harvey Milk School el 1999 pel seu suport.
Aucoin vivia amb la seva parella, Jeremy Antunes, amb qui va començar a sortir el 1999, i amb qui es va casar en una cerimònia no oficial a Hawaii el 2000. També havia estat parella d'Eric Sakas, amb qui va mantenir una bona amistat després de la ruptura i qui va esdevenir president i director creatiu de Kevyn Aucoin Beauty.
Aucoin també va obtenir la custòdia legal de la seva neboda Samantha, que aleshores tenia 15 anys, i vivia amb Aucoin i Antunes.

## Mort
Perquè aquells qui, com jo, estimaven en Kevyn, el cor ara els plora com si estigués fet d'aquarel·les. La Terra ha perdut una altra llum.. 
 Al setembre de 2001, a Aucoin se li va diagnosticar un tumor pituïtari poc comú. Havia patit acromegàlia a conseqüència del tumor durant gran part de la seva vida, però no li havia estat diagnosticat.
Aucoin va començar a prendre més i més medicaments receptats i analgèsics sense recepta per pal·liar el patiment físic i mental. Antunes li va pregar que cerqués ajuda, i, encara que Aucoin intentava recuperar-se, no va poder deixar de prendre els medicaments. Antunva marxar a París una setmana per estar sol, i just llavors Aucoin va emmalaltir i va ingressar a l'hospital. El fet que Antunes deixés Aucoin durant el que va resultar ser la última setmana de la seva vida va crear ressentiment entre la família d'Aucoin i la d'Antunes, la qual cosa va portar a que s'impedís l'entrada d'Antunes a la casa que compartia amb Aucoin.
Aucoin va morir el 7 de maig de 2002 a Westchester Medical Center a Valhalla, Nova York, d'una insuficiència renal i hepàtica, a causa d'una hepatotoxicitat que li van causar els analgèsics receptats. Malgrat que havia demanat que les seves cendres es llancessin a Hawaii, on es va casar, les restes d'Aucoin es troben enterrades amb la seva mare a Louisiana.

## Esdeveniments pòstums
L'any 2003 Atria Books i Simon and Schuster van publicar "Kevyn Aucoin: A Beautiful Life—The Success, Struggles, and Beauty Secrets of a Legendary Makeup Artist". El llibre el va editar Kerry Diamond i repassa la carrera d'Aucoin a través d'entrevistes a famosos, els seus consells i tècniques de bellesa, i més de 250 fotografies. La marca Kevyn Aucoin Beauty segueix el seu llegat fins al dia d'avui i està disponible a Barneys New York, Beauty.com, Bergdorf Goodman, Beautylish.com, Nigel Beauty Emporium, Neiman Marcus, i a Nordstrom entre d'altres.

## En la cultura popular
La cançó de Tori Amos anomenada "Taxi Ride", del seu disc de 2002 "Scarlet's Walk" és un homenatge parcial a Aucoin.
Aucoin va fer una aparició breu a Sex in the City, temporada 4, capítol 2, "The Real Me".

## Llibres publicats
- The Art of Makeup, Harper-Collins Publishers. 1994. 176p. Il·lustrat. (ISBN 0-060-17186-3.)
- The Art of Makeup, Perennial Currents.1996. 176p.Il·lustrat. (ISBN 0-062-73042-8.)
- Making Faces, Little, Brown. 1999. 160p. Il·lustrat. (ISBN 0-316-28686-9., ISBN 0-316-28685-0.)
- Face Forward, Little, Brown. 2000. 75p. Il·lustrat. (ISBN 0-316-28644-3., ISBN 0-316-28705-9.)